# Bentley Flying Spur
Bentley Flying Spur (Фла́йинг Спёр — от англ. Flying Spur — «летящая шпора») — представительский седан, выпускающийся компанией Bentley Motors с 2005 года. До 2013 года назывался Continental Flying Spur.
Впервые название Flying Spur было использовано в 1957 году для четырёхдверной версии купе S1. Летящая шпора была изображена на фамильном гербе старинного шотландского рода одного из создателей этого автомобиля.

## Continental Flying Spur

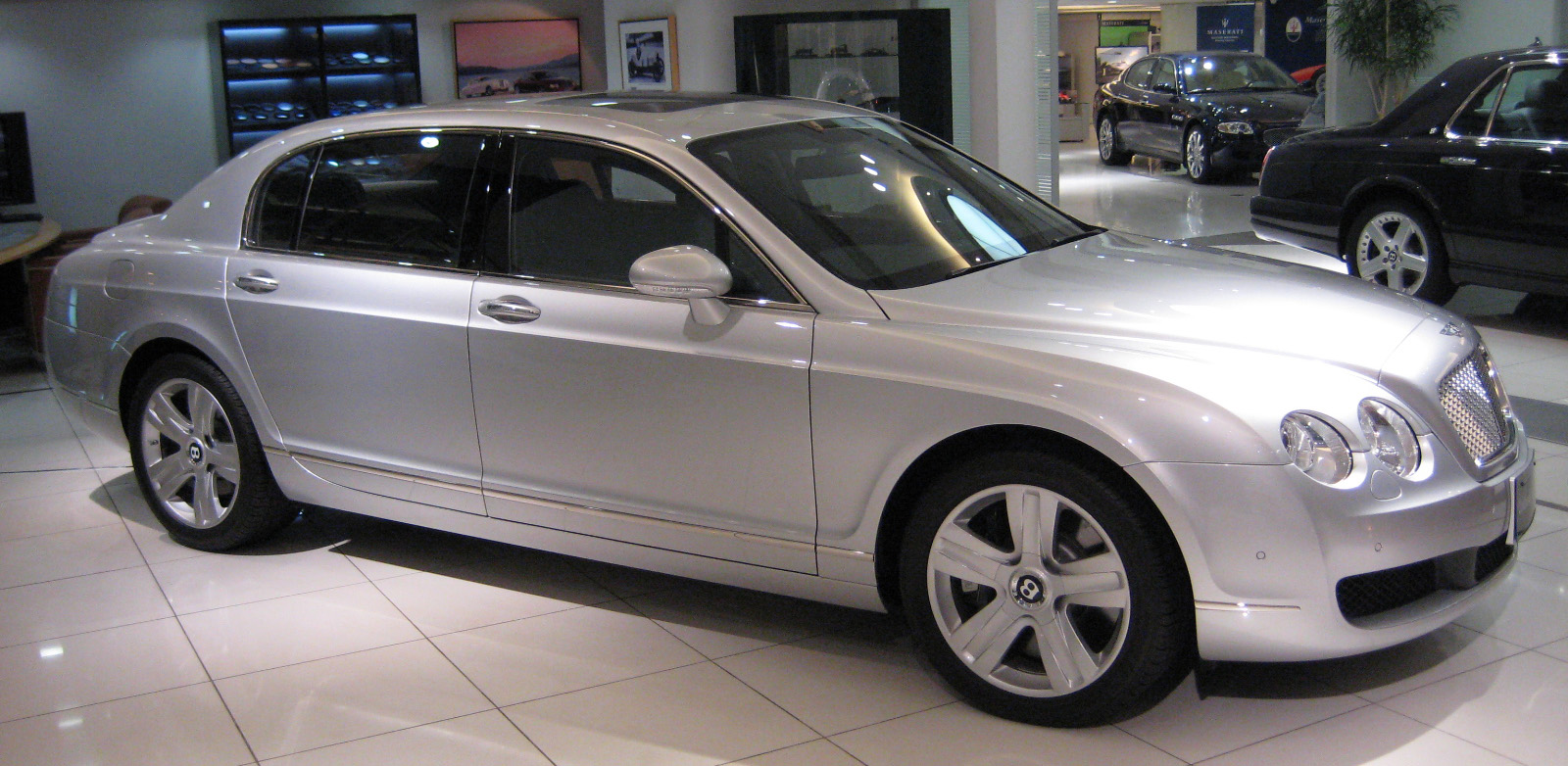
Bentley Continental Flying Spur

Модель дебютировала 1 марта на Женевском автосалоне и поступила в продажу в апреле 2005 года. С самого начала разработки Continental GT, отдельная команда занималась проектированием его четырёхдверной версии, в которой они постарались сохранить все стилистические находки купе, добавив автомобилю простора и комфорта. Доводка модели производилась на полигонах Volkswagen, что позволило использовать новейшее испытательное оборудование и специалистов материнской компании.
Чистые линии каждой поверхности кузова Continental Flying Spur, созданные командой дизайнеров под руководством Дирка ван Брэккеля (англ. Dirk van Braeckel), сформировали запоминающийся и в то же время ненавязчивый и вневременный образ автомобиля. Просторный салон был отделан деревом и кожей, при этом разработчики постарались воспроизвести в нём стиль автомобилей Bentley 1930-х годов.
Сердцем модели являлся шестилитровый двенадцатицилиндровый W-образный двигатель, оснащённый двумя турбокомпрессорами мощностью 560 л. с., который разгонял автомобиль до 60 миль в час (96,5 км/ч) за 4,9 секунды. В паре с ним работала шестиступенчатая автоматическая трансмиссия производства ZF. Постоянный полный привод обеспечивал необходимый уровень сцепления вне зависимости от погоды. В обычных условиях тяговые силы с помощью дифференциала типа Torsen равномерно распределялись между осями автомобиля. Но, при необходимости, большая часть тягового усилия автоматически передавалась на ось с лучшим сцеплением колёс с дорогой.

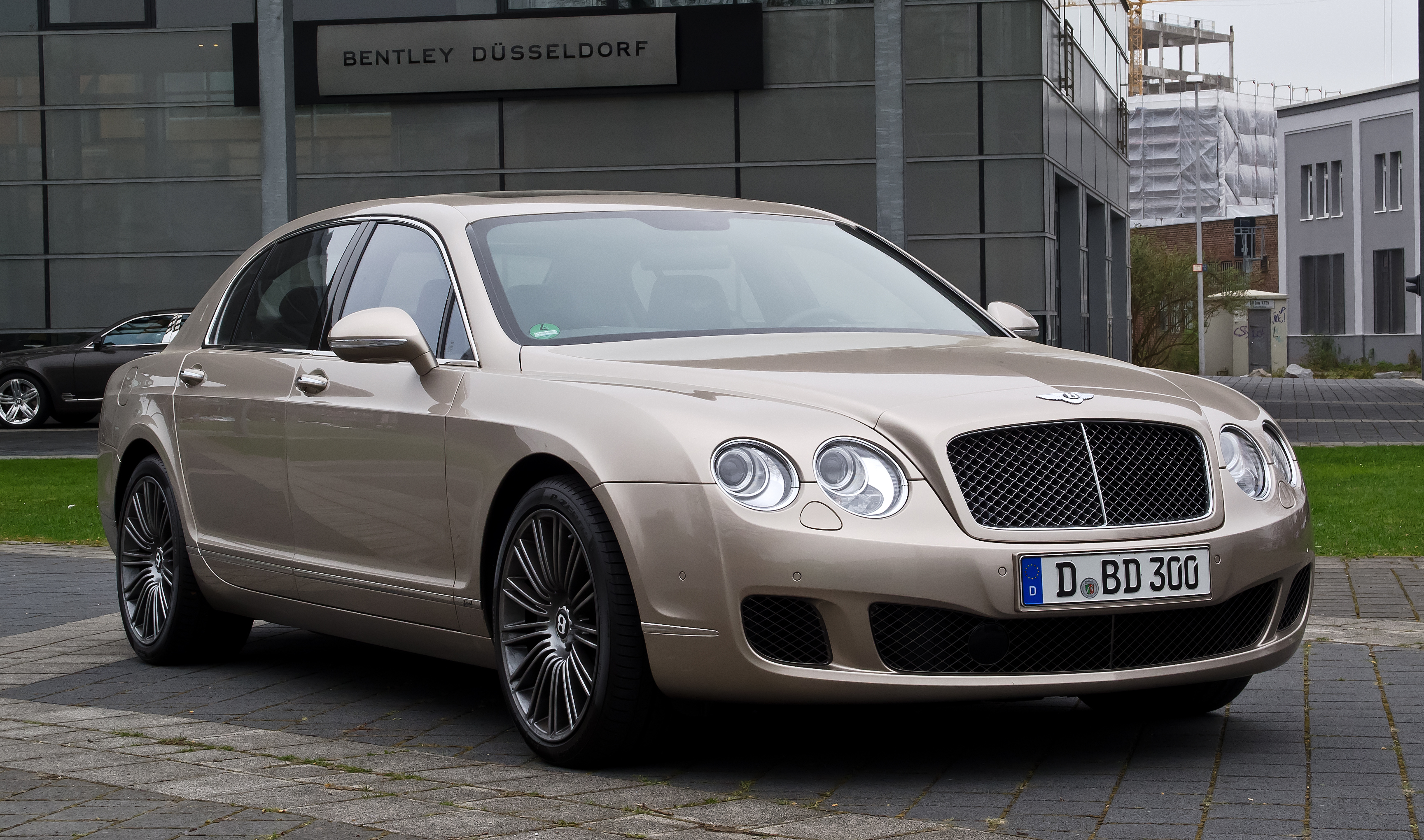
Bentley Continental Flying Spur Speed

Несмотря на увеличенную по сравнению с купе колёсную базу, кузов автомобиля остался достаточно жёстким. Это закладывало хорошую основу для корректной работы подвески и рулевого управления. Независимые передняя и задняя подвески с управляемыми электроникой пневмобаллонами, которые использовались вместо пружин, и амортизаторами создавали необходимый уровень комфорта. В тормозной системе использовались самые большие из устанавливаемых на серийные автомобили тормозные диски, диаметром 405 миллиметров спереди и 335 миллиметров — сзади. Кульминацией всего шасси́ были специально разработанные для этого автомобиля фирмой Yokohama шины.
Летом 2008 года модель получила небольшую модернизацию. У неё было обновлено оформление передка и задней части, в первую очередь для того, чтобы снизить шум обтекающего их воздуха. Автомобиль получил систему адаптивного круиз-контроля и новую высококачественную аудиосистему производства Naim Audio.
Также, была представлена спортивная версия Continental Flying Spur Speed с немного иным внешним оформлением, более мощным 600-сильным двигателем, заниженной и настроенной подвеской, специальными 20-дюймовыми шинами Pirelli. В таком исполнении автомобиль разгонялся до 60 миль в час (96,5 км/ч) за 4,5 секунды и развивал максимальную скорость в 322 км/ч.

## Flying Spur (2013)

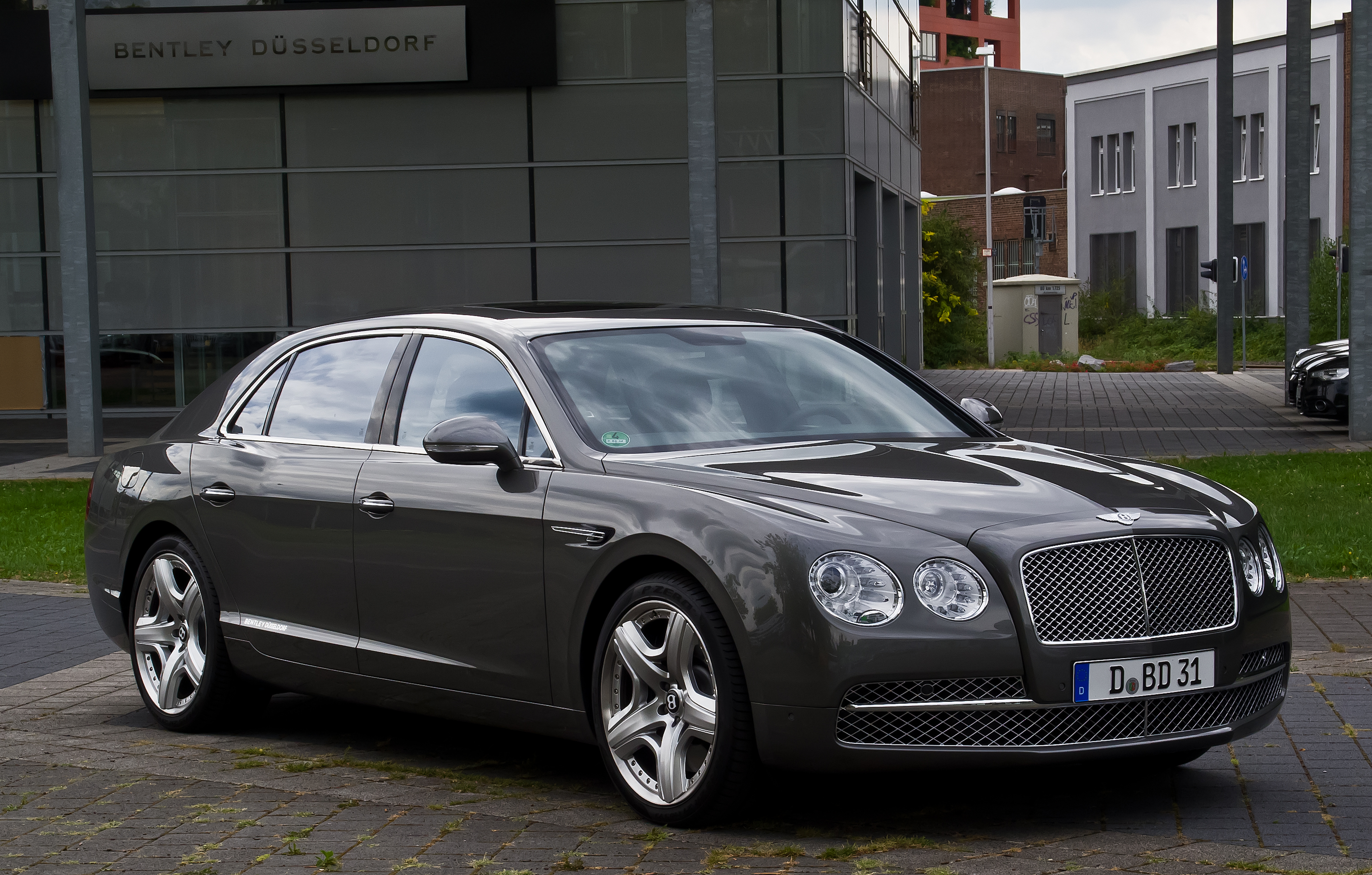
Bentley Flying Spur (2013)

Модель второго поколения дебютировала 5 марта 2013 года на Женевском автосалоне. Теперь автомобиль назывался просто Flying Spur. Он сочетал в себе традиционные черты Bentley со спортивной статью и модными современными деталями. Острые грани основных поверхностей формировали мускулистый кузов, особенно в задней его части. На передних крыльях появились оригинальные вентиляционные отверстия, стилизованные под букву «B». Всё это очерчивалось светодиодными фарами ближнего света, дневными ходовыми огнями и задними фонарями.
В новом каркасе кузова правильное сочетание различных материалов позволило на 40 % повысить его жёсткость, доведя её до 36 500 Нм/град. Для облегчения веса капот и передние крылья сделаны из алюминия, в целом же новый кузов был на 50 килограммов легче предыдущего.
Роскошный и просторный салон, в четырёх- или пятиместном вариантах, сочетал передовые достижения акустики и электроники с изысканной отделкой кожей и деревом ручного изготовления. Водитель и пассажиры могли взаимодействовать с большинством систем автомобиля с помощью сенсорных экранов. Особенно интересен был съёмный экран сзади, которым можно было пользоваться, удобно положив его на колени.
Приводился в движение Flying Spur обновлённым W-образным двигателем с двумя турбокомпрессорами мощностью 625 л. с., который в сочетании с восьмиступенчатой автоматической трансмиссией ZF разгонял автомобиль до 60 миль в час (96,5 км/ч) за 4,3 секунды. Полноприводная трансмиссия в нормальном состоянии передавала 60 % крутящего момента двигателя на заднюю ось. Эта величина могла быть увеличена до 85 %, если этого требовали дорожные условия.
Для повышения комфорта жёсткость пневмобаллонов подвески была уменьшена на 10—13 %, установлены более мягкие стабилизаторы и на 25 % менее жёсткие опоры рычагов.
Летом 2013 года Flying Spur появился в России и был признан автомобилем года в премиальной категории.

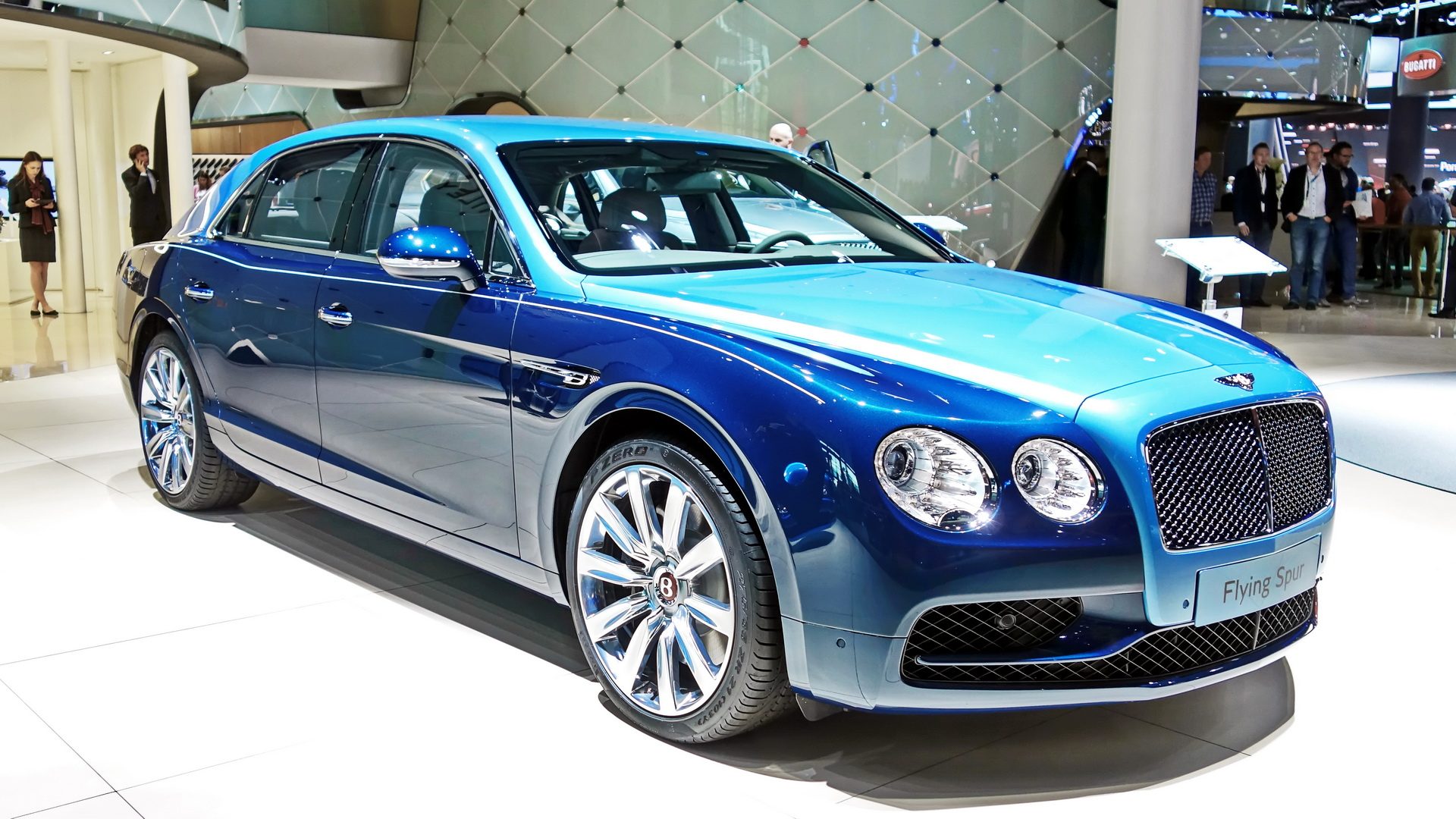
Bentley Flying Spur V8 S

В 2014 году была представлена модель с V-образным восьмицилиндровым двигателем с двумя турбокомпрессорами, развивавшего мощность 507 л. с. Этот мотор имел систему отключения части цилиндров, продвинутую систему контроля температуры и электрический рекуператор. С таким двигателем модель разгонялась до 60 миль в час (96,5 км/ч) за 4,9 секунды. Экономичный Flying Spur отличается красным центром эмблемы Bentley на капоте.
Спортивные версии были добавлены к модельному ряду в 2016 году. Сначала, Flying Spur V8 S с форсированным до 528 л. с. двигателем, настроенной подвеской и некоторыми декоративными дополнениями в оформлении интерьера. Осенью был представлен Flying Spur W12 S, двигатель которого развивал 635 л. с. В оформлении модели, как снаружи, так и внутри, использовались дополнительные тёмные вставки и она, также имела специально настроенную на более динамичную езду подвеску.

## Flying Spur (2019)

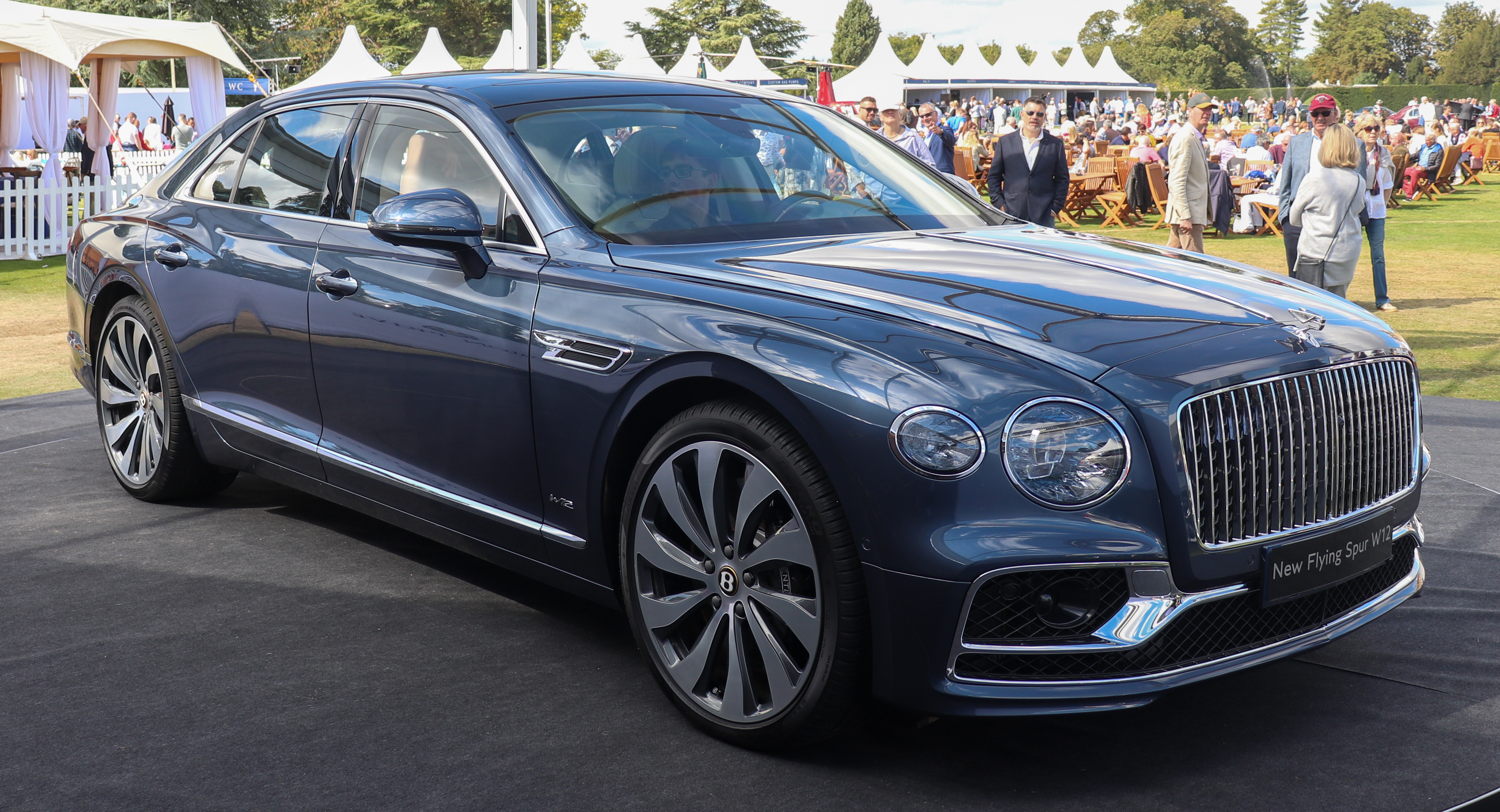
Bentley Flying Spur (2019)

Созданный на новой платформе автомобиль имеет полностью оригинальный кузов, с элегантными и динамичными пропорциями. Особенно стильно смотрятся задние фонари, оформленные в виде буквы «B» и новейшие матричные фары спереди. Стильные новые 21- и 22-дюймовые колёса подчёркивают исключительность и мощь новой модели. В роскошном салоне плавные контуры отделки проистекают спереди в заднюю пассажирскую зону, создавая полностью интегрированный стиль. Управлять климатической системой, мультимедиа и освещением салона задний пассажир может с помощью сенсорного дисплея. Его можно отсоединись и взять в руки, для удобства пользования.
Сердцем автомобиля является обновлённый и улучшенный шестилитровый W-образный двенадцатицилиндровый двигатель с двумя турбокомпрессорами мощностью 635 л. с. Объединённый с восьмиступенчатой автоматической трансмиссией с двумя сцеплениями, способной очень быстро переключаться, автомобиль разгоняется до 60 миль в час (96,5 км/ч) за 3,7 секунды.
Сделанные в основном из алюминия и композитных материалов передняя и задняя независимые подвески имеют вместо пружин трёхкамерные пневмобаллоны. Такая конструкция позволяет настраивать подвеску на плавное, как у лимузина, спокойное движение или на жёсткую спортивную езду. Этому, также, способствует рулевое управление всеми четырьмя колёсами.
В феврале 2020 года первые владельцы получили свои заказанные автомобили.

## Награды
Лучший автомобиль 2023 года в Представительском и Представительском/Люкс классах. Россия